# Lüneburg-Schützenplatz
Lüneburg-Schützenplatz ist ein Stadtteil von Lüneburg in Niedersachsen.
Der Stadtteil umfasst das Gebiet westlich des Stadtteils Neu Hagen bis einschließlich des Bahnhofs. Der Stadtteil grenzt direkt an die Theodor-Körner-Kaserne. Im Norden grenzen die Stadtteile Lüne-Moorfeld und Ebensberg an, wobei es durch die Kaserne zu letzterem bisher keine direkte Verbindung gibt.